# Classificazione internazionale standard dell'istruzione
La classificazione internazionale standard dell'istruzione (in sigla ISCED dall'inglese International Standard Classification of Education) è il sistema standard internazionale dell'UNESCO di classificazione dei corsi di studio e dei relativi titoli.

## Storia
Lo standard ISCED è nato in seno all'UNESCO all'inizio degli anni settanta come strumento per fini statistici sui sistemi di istruzione, sia all'interno di singoli Stati sia in ambito internazionale.
Approvato a Ginevra nel 1975 durante la Conferenza Internazionale sull'Educazione, l'ISCED è stato successivamente firmato dalla Conferenza Generale dell'UNESCO in seguito all'adozione della raccomandazione riguardo alla standardizzazione delle statistiche in campo di istruzione (Parigi, 1978).
L'esperienza e l'applicazione nel tempo hanno dimostrato la necessità di una revisione dei criteri dell'ISCED per facilitare ulteriormente un'analisi comparata dei vari livelli di istruzione nel mondo e per riflettere in modo più fedele i cambiamenti maturati all'interno dei sistemi di istruzione mondiali.
Si giunse così nel novembre 1997 all'adozione di un nuovo standard denominato ISCED 97 che copre due variabili classificatorie: il livello e il campo di istruzione.

## Versione del 1997

### Livelli di istruzione ISCED del 1997
| Livello | Descrizione                                                            | Caratteristiche principali |
| ------- | ---------------------------------------------------------------------- | --- |
| 0       | Istruzione pre-primaria                                                | Stadio iniziale di istruzione organizzata, mirato principalmente a introdurre i bambini molto giovani a un ambiente di tipo scolastico e a sviluppare le loro abilità cognitive, fisiche, sociali e emotive. Per bambini dai 3 anni all'inizio dell'istruzione primaria. |
| 1       | Istruzione primaria o primo stadio di istruzione di base               | Tipicamente comincia dai 5–7 anni, mirata a dare una solida istruzione di base nella lettura, nella scrittura e matematica, unitamente a una comprensione elementare delle altre materie. |
| 2       | Istruzione secondaria inferiore o secondo stadio di istruzione di base | Mirata a dare un'istruzione di base completa, solitamente in maniera orientata alle materie. Si basa sull'istruzione primaria e mira a gettare le fondamenta per un apprendimento permanente e per lo sviluppo umano. |
| 3       | Istruzione secondaria superiore                                        | Istruzione più specializzata che comincia tipicamente dai 15 o 16 anni e che, o completa l'istruzione secondaria in preparazione dell'istruzione terziaria, o fornisce competenze utili all'inserimento nel mercato del lavoro, o entrambe le cose. |
| 4       | Istruzione post-secondaria non-terziaria                               | Programmi a cavallo tra l'istruzione secondaria superiore e la terziaria da un punto di vista internazionale. I programmi ISCED del livello 4, considerato il loro contenuto, non possono essere ritenuti come programmi terziari. Sono spesso non molto più avanzati dei programmi del livello 3 ma servono a espandere la conoscenza dei partecipanti che hanno già completato un programma di livello 3. Es. IFTS (percorsi di istruzione e formazione tecnica superiore), ITS (istituti tecnici superiori). |
| 5       | Primo stadio di istruzione terziaria                                   | Programmi terziari con un contenuto più avanzato di quello offerto dai livelli 3 e 4. Questi programmi possono essere specifici per l'accademia o per il mercato del lavoro. L'ingresso a questi programmi normalmente richiede il completamento del livello 3A o 3B o una certificazione simile del livello 4A. Es. laurea, laurea magistrale, master universitari di primo e secondo livello. |
| 6       | Secondo stadio di istruzione terziaria                                 | Programmi terziari che portano al conseguimento di un certificato di ricerca avanzata, ad esempio il dottorato di ricerca. Questi programmi sono pertanto incentrati a uno studio avanzato e a ricerche originali e non sono basati esclusivamente sulla frequentazione di corsi. Tipicamente richiede la consegna di una tesi o di una dissertazione di qualità tale da essere pubblicabile che è il prodotto di una ricerca originale rappresentante un contributo significativo alla conoscenza.             |

### Campi di istruzione ISCED del 1997
- 0 - Programmi generali [General Programmes]
  - 01 - Programmi base [Basic Programmes]
  - 08 - Alfabetizzazione e conteggio [Literacy and numeracy]
  - 09 - Sviluppo personale [Personal development]
- 1 - Istruzione [Education]
  - 14 - Preparazione all'insegnamento e scienza dell'educazione [Teacher training and education science]
- 2 - Studi umanistici e arti [Humanities and Arts]
  - 21 - Arti [Arts]
  - 22 - Studi umanistici [Humanities]
- 3 - Scienze sociali, economia e giurisprudenza [Social sciences, business and law]
  - 31 - Scienze sociali e comportamentali [Social and behavioural science]
  - 32 - Giornalismo e informazione [Journalism and information]
  - 34 - Economia e amministrazione [Business and administration]
  - 38 - Giurisprudenza [Law]
- 4 - Scienze [Science]
  - 42 - Scienze della vita [Life sciences]
  - 44 - Scienze fisiche [Physical sciences]
  - 46 - Matematica e statistica [Mathematics and statistics]
  - 48 - Informatica [Computing]
- 5 - Ingegneria, manifattura e costruzione [Engineering, manufacturing and construction]
  - 52 - Ingegneria e ingegneria del commercio [Engineering and engineering trades]
  - 54 - Manifattura e processo produttivo [Manufacturing and processing]
  - 58 - Architettura ed edilizia [Architecture and building]
- 6 - Agricoltura [Agriculture]
  - 62 - Agricoltura, foreste e pesca [Agriculture, forestry and fishery]
  - 64 - Veterinaria [Veterinary]
- 7 - Salute e benessere [Health and welfare]
  - 72 - Salute [Health]
  - 76 - Servizi sociali [Social services]
- 8 - Servizi [Services]
  - 81 - Servizi personali [Personal services]
  - 84 - Trasporti [Transport services]
  - 85 - Salvaguardia dell'ambiente [Environmental protection]
  - 86 - Servizi di sicurezza [Security services]

## Versione del 2011

### Livelli di istruzione ISCED del 2011 e paragone con ISCED 1997
| Livello | Descrizione                                                     | Caratteristiche principali | Corrispondente livello ISCED 1997 |
| ------- | --------------------------------------------------------------- | --- | --- |
| 0       | Istruzione prescolastica (01 asilo nido)                        | Istruzione mirata a sostenere lo sviluppo iniziale in preparazione alla partecipazione nella scuola e nella società. Per bambini al di sotto dei 3 anni.                                                                                          | Nessuno |
| 0       | Istruzione prescolastica (02 scuola dell'infanzia)              | Istruzione mirata a sostenere lo sviluppo iniziale in preparazione alla partecipazione nella scuola e nella società. Per bambini dai 3 anni all'inizio dell'istruzione primaria.                                                                  | Livello 0: Istruzione pre-primaria. |
| 1       | Istruzione primaria                                             | Programmi tipicamente mirati a fornire agli studenti le competenze fondamentali in lettura, scrittura e matematica, e a stabilire una solida base di apprendimento generale.                                                                      | Livello 1: Istruzione primaria o primo stadio di istruzione di base. |
| 2       | Istruzione secondaria inferiore                                 | Primo stadio di istruzione secondaria, che si basa sull'istruzione primaria, tipicamente con un curriculum più orientato alle materie. | Livello 2: Istruzione secondaria inferiore o secondo stadio di istruzione di base |
| 3       | Istruzione secondaria superiore                                 | Secondo/ultimo stadio di istruzione secondaria che prepara all'istruzione terziaria e/o fornisce competenze utili all'inserimento nel mercato del lavoro. Solitamente con una vasta gamma di materie tra cui scegliere.                           | Livello 3: Istruzione secondaria superiore |
| 4       | Istruzione post-secondaria non-terziaria                        | Programmi che forniscono esperienze di apprendimento che si basano sull'istruzione secondaria e preparano al mercato del lavoro. Il contenuto è più esteso rispetto alla secondaria ma non così complesso quanto l'istruzione terziaria.          | Livello 4: Istruzione post-secondaria non-terziaria |
| 5       | Istruzione terziaria a ciclo breve                              | Primi programmi terziari brevi tipicamente pratici, specifici all'occupazione e preparativi per l'ingresso nel mercato del lavoro. Questi programmi possono anche fornire un ingresso ad altri programmi terziari.                                | Livello 5B: Primo stadio di istruzione terziaria: tipicamente più breve, programmi più pratici/tecnici/specifici all'occupazione che portano a certificati professionali                                                                       |
| 6       | Istruzione superiore: Bachelor o equivalenti (Laurea triennale) | Programmi mirati a fornire conoscenze, qualifiche e competenze professionali e/o accademiche di livello intermedio, che portano a una prima laurea terziaria a un certificato equivalente.                                                        | Livello 5A: Primo stadio di istruzione terziaria: programmi largamente basati su argomenti teorici mirati a fornire certificati al fine di entrare in programmi di ricerca più avanzati e professioni dove sono richieste maggiori competenze. |
| 7       | Istruzione superiore: Master o equivalenti (Laurea magistrale)  | Programmi mirati a fornire conoscenze, qualifiche e competenze professionali e/o accademiche di livello avanzato, che portano a una seconda laurea terziaria o a un certificato equivalente.                                                      | Livello 5A: Primo stadio di istruzione terziaria: programmi largamente basati su argomenti teorici mirati a fornire certificati al fine di entrare in programmi di ricerca più avanzati e professioni dove sono richieste maggiori competenze. |
| 8       | Istruzione superiore: Dottorale o equivalenti (Dottorato)       | Programmi mirati principalmente al conseguimento di un certificato di ricerca avanzato, solitamente conclusi con la consegna e la difesa di una dissertazione considerevole basata su ricerche originali, di qualità tale da essere pubblicabile. | Livello 6: Secondo stadio di istruzione terziaria (che porta a un certificato di ricerca avanzato). |